# Whistle!
Pour les articles homonymes, voir Whistle.
Whistle! (ホイッスル!, Hoissuru!) est un manga écrit et dessiné par Daisuke Higuchi. Il est prépublié entre 1998 et 2002 dans le magazine Weekly Shōnen Jump et est compilé en un total de 24 tomes par l'éditeur Shueisha. La version française est publiée partiellement par Panini Manga. 22 tomes ont été édités entre avril 2006 et juin 2014 tandis que les deux derniers tomes de la série sont sortis en un seul volume double en septembre 2020. Une suite intitulée Whistle! W est publiée depuis septembre 2016.
Une adaptation en anime de 39 épisodes par Marvelous Entertainment et Studio Comet est diffusée entre mai 2002 et février 2003. Une nouvelle version avec un nouveau cast audio est diffusée à partir de décembre 2016.

## Synopsis
Sho Kazamatsuri a intégré l'équipe de football la plus prestigieuse de la région, Musashinomori. Pourtant, il ne s'y plaît pas: il est relégué dans l'équipe 3 à cause de sa petite taille. Il décide alors de s'inscrire à l'école de Sakurajosui où il espère être titulaire dans l'équipe de football. À force d'entraînement, Sho y parviendra et se fera des amis dans l'équipe. Avec notamment Tatsuya Mizuno le meneur de jeu et Shigeki Sato l'attaquant, Sakurajosui manquera de justesse de vaincre l'invincible Musashinomori. Sho et son équipe progressent...